# Epifil
Epifil – roślina (mech, wątrobowiec, glon) lub porost nalistny - rozwijający się na liściach, zwykle drzew i krzewów. Epifile występują w wilgotnych i cienistych lasach równikowych. Znane są epifile obligatoryjne - występujące wyłącznie na liściach, inne spotykane są także na korze roślin i w innych siedliskach. Porosty nalistne przypominają zwykle plamy, miejsca zaatakowane przez grzyba. Rośliny nalistne przylegają ściśle do blaszki liściowej lub zwisają z brzegów liścia.